# 巴拉巴尼夫西克
52°2′30″N 31°23′42″E / 52.04167°N 31.39500°E
巴拉巴尼夫西克（烏克蘭語：Барабанівське），是烏克蘭北部的村莊，隸屬切爾尼希夫州的切爾尼希夫區。該村面積0.36平方公里，海拔高度159米，2006年人口12，人口密度每平方公里33.52人。